# Remué
Albums de Dominique A
La Mémoire neuve Auguri
Remué est le quatrième album de Dominique A paru le 1er mars 1999 sur le label Lithium.

## Historique
L'album est enregistré en 1998 pour une première partie à New York au printemps et pour la seconde dans un manoir en Bretagne à l'automne. Il est composé à une période difficile de la vie personnelle de Dominique A qui se traduit par « la morbidité des chansons » de l'album .
En janvier 2012, l'album est remasterisé et réédité en double CD avec des titres rares et inédits sélectionnés par l’artiste.

## Liste des titres
| No  | Titre                   | Durée |
| --- | ----------------------- | ----- |
| 1.  | Comment certains vivent |       |
| 2.  | Pères                   |       |
| 3.  | Encore                  |       |
| 4.  | Je suis une ville       |       |
| 5.  | Tu vas voir ailleurs    |       |
| 6.  | Avant l'Enfer           |       |
| 7.  | Exit                    |       |
| 8.  | Douanes                 |       |
| 9.  | Ma vieille tête         |       |
| 10. | Le Détour               |       |
| 11. | Rien qu'à voir          |       |
| 12. | Retrouvailles           |       |
| 13. | Surestimé               |       |
| 14. | Le Morceau caché        |       |

| 1.  | Retrouvailles (version inédite) |  |
| 2.  | Pères (version inédite)         |  |
| 3.  | Encore (version inédite)        |  |
| 4.  | Douanes (version inédite)       |  |
| 5.  | Vouloir                         |  |
| 6.  | Comme aurait dit Ben            |  |
| 7.  | Un insouciant                   |  |
| 8.  | S'ils te voyaient               |  |
| 9.  | Roach                           |  |
| 10. | Friseur Von Elvis               |  |
| 11. | Milena Jesenska                 |  |
| 12. | By Night                        |  |
| 13. | L'Attirance                     |  |

## Réception critique et du public
L'album atteint lors de sa sortie la 26e place du top 200 en France où il reste classé durant 3 semaines consécutives.